# Camello cimarrón australiano

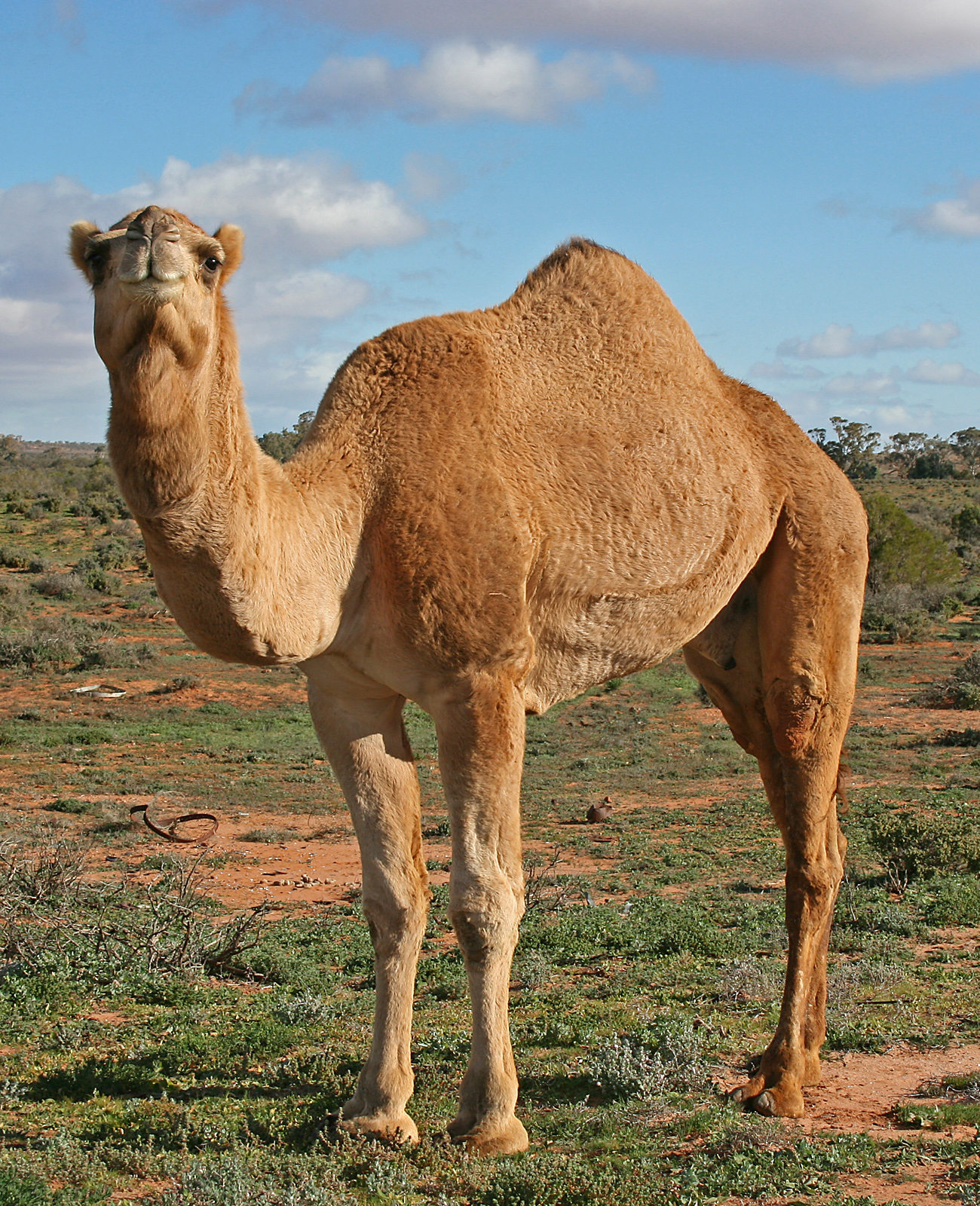
Dromedario australiano. Foto tomada en Silverston, Nueva Gales del Sur.

El camello cimarrón australiano se refiere a las poblaciones cimarronas de dos especies de camellos; más que todo de dromedarios (Camelus dromedarius) aunque también algunos camellos bactrianos (Camelus bactrianus). Estos animales fueron importados a Australia desde Arabia, India y Afganistán durante el siglo XIX para ser utilizados como transporte durante la colonización de las partes central y occidental de Australia. Muchos fueron puestos en libertad luego de que el transporte motorizado reemplazó el rol del camello a principios del siglo XX, formando así una población cimarrona de rápido crecimiento.
Para el 2008, se temía que su población había alcanzado el millón de cabezas, y se duplicaría cada 8-10 años. Estaban amenazando el medioambiente y a las especies nativas, por lo que el gobierno inició un programa para reducir la población, y para 2013 se estima que los camellos cimarrones fueron disminuidos hasta unos 300.000.

## Historia
La primera sugerencia de llevar camellos a Australia fue hecha en 1822 por Conrad Malte-Brun, cuya obra Universal Geography contiene el siguiente pasaje;

Para una expedición como esta, se deben escoger hombres de ciencia y con coraje. Deben ser equipados con todo tipo de herramientas e implementos y con diferentes animales por parte de las autoridades y benefactores de los cuales obtengan su ayuda. Deben tener bueyes de Buenos Aires o de las colonias inglesas, mulas de Senegal, y dromedarios de África o Arabia. Los bueyes cruzarán los bosques y matorrales; las mulas caminarán con seguridad entre las escarpadas piedras y terrenos montañosos; los dromedarios cruzaran los arenosos desiertos. Así es que la expedición estará preparada para cualquier tipo de terreno que el interior presente. Perros también deberán ser llevados para ayudar en la caza, y para descubrir manantiales; e incluso se ha propuesto llevar cerdos, para descubrir si existen raíces comestibles en el suelo. Cuando no se encuentren canguros o animales para cazar, el grupo sobrevivirá con la carne de sus propios rebaños.

Los primeros 24 camellos fueron importados en 1860 para la Expedición de Burke y Wills. Por lo menos 15.000 camellos junto con sus adiestradores llegaron a Australia entre 1870 y 1900, principalmente con fines de transporte a través del árido centro del continente. La mayoría de estos camellos eran dromedarios, especialmente de la India, entre los que se encontraban camellos de guerra bikaneri de Rajasthan como camellos para montar y camellos de las tierras bajas de India para trabajos pesados. Otros dromedarios que llegaron a Australia incluyen al camello bishari de África del Norte y Arabia. Camellos de la otra especie principal de camellos, los bactrianos, fueron introducidos desde China y Mongolia.

## Caída en su uso y aparición como plaga
Luego de que su uso finalmente fue reemplazado por el transporte moderno por el año 1930, algunos camelleros afganos dejaron a sus camellos en libertad, y una gran cantidad de camellos cimarrones existen en el país desde entonces. Australia es el único país en el mundo en el que existen manadas cimarronas de camellos, y tiene la mayor población de camellos cimarrones y la úna manada de dromedarios que exhiben comportamiento salvaje en libertad. Camellos vivos son exportados a Arabia Saudita, los Emiratos Árabes Unidos, Brunéi y Malasia, en donde los camellos salvajes sanos son considerados una exquisitez. Los camellos australianos también son exportados para su cría en establos árabes para carreras de camellos y para ser utilizados en centros turísticos en países como los Estados Unidos.
En 2008 el número de camellos cimarrones se estimaba en más de un millón de cabezas, con la capacidad de duplicar este número cada 8-10 años. El Proyecto de Administración de Camellos Cimarrones Australianos (en inglés, Australian Feral Camel Management Project), fue creado en 2009, sacrificando exitosamente más de 160.000 camellos, y para 2013 la población cimarrona se estimaba era de aproximadamente 300.000 animales. Las exportaciones de camellos para el consumo de su carne a Arabia Saudita comenzaron en 2002.

## Impacto en el medio ambiente

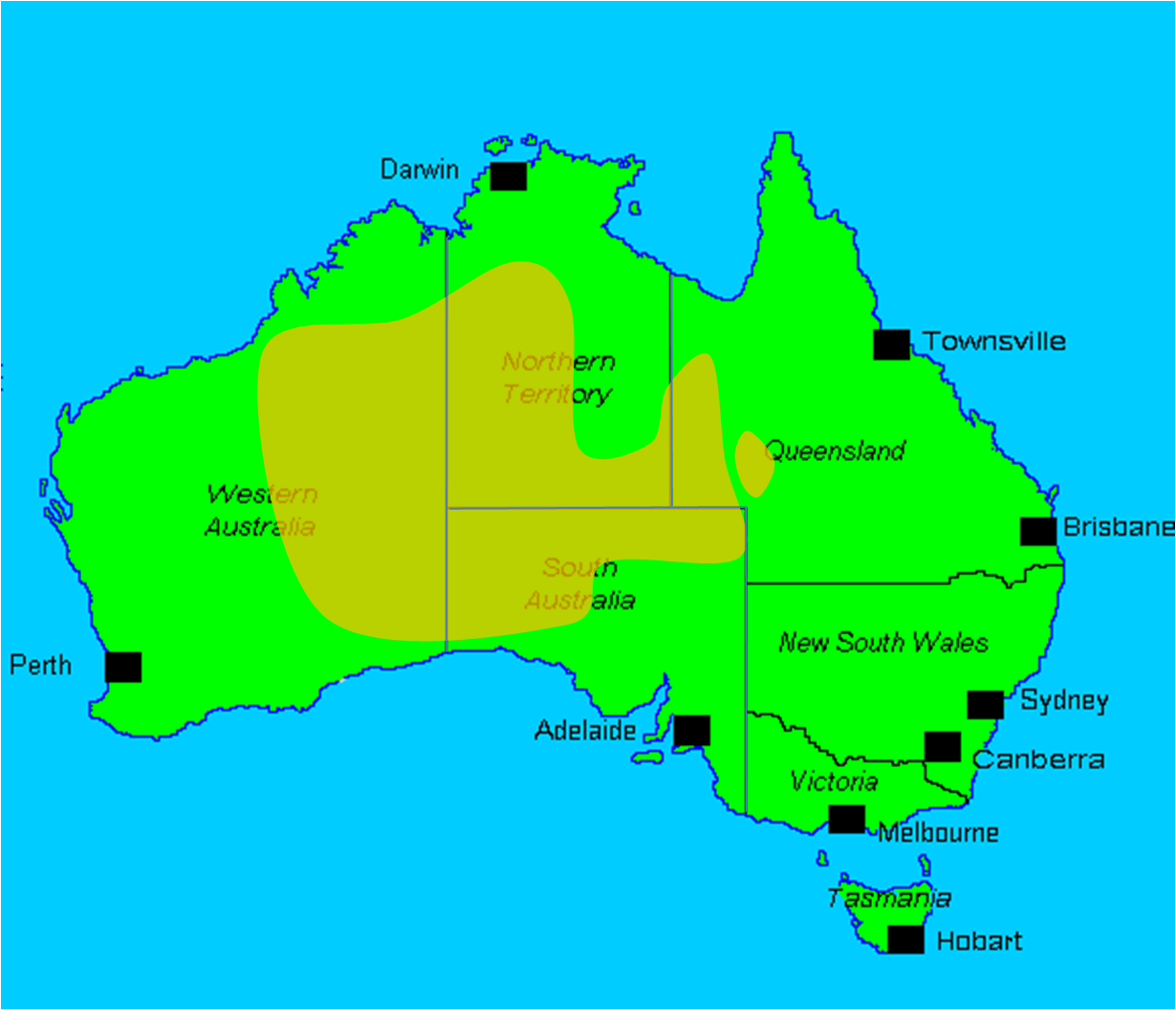
Distribución de los camellos en Australia

Aunque su impacto en el medio ambiente no ha sido tan severo como otras plagas que han sido introducidas en Australia, los camellos ingieren más del 80% de las especies de plantas existentes. La degradación del medio ambiente ocurre cuando las densidades exceden los dos animales por kilómetro cuadrado, lo cual es el caso actualmente en gran parte de las regiones que habitan en el Territorio del Norte, principalmente el Desierto de Simpson y la región desértica del oeste de las Serranías Centrales, el Gran Desierto Arenoso y el Desierto de Tanami. Algunas plantas comestibles tradicionales que son recolectadas por los aborígenes de la zona en estas regiones se han visto seriamente afectadas por los camellos. Mientras que sus acolchonados pies hacen que la erosión del suelo sea menos probable, los camellos cimarrones si tiene un impacto importante en los ecosistemas de lagos salados, la polución de manantiales y la desestabilización de crestas de dunas, los cuales contribuyen a la erosión.

### Impacto sobre la infraestructura
Los efectos sobre la infraestructura pueden ser serios, ya que los camellos en ocasiones destruyen grifos, bombas e incluso lavabos para obtener agua, especialmente en tiempos de sequías extremas. También dañan las cercas para ganado y los lugares en donde estos beben. Estos efectos se sienten más fuertemente en comunidades aborígenes y otras más remotas en donde los costos de hacer reparaciones son prohibitivos.
Las condiciones de sequía en Australia durante la primera década del siglo XXI (la "Sequía del Milenio") fueron particularmente duras, haciendo que miles de camellos mueran de sed en el Outback. El problema generado por los camellos invasivos en busca de agua se volvió tan serio para las autoridades australianas al punto que elaboraron un plan para erradicar a unos 6000 camellos que se habían vuelto una molestia en la comunidad de Docker River, en donde los camellos estaban causando daños serios en su búsqueda de agua y comida. El sacrificio de estos animales fue reportado a nivel internacional y causó una reacción negativa.
Este camello resulta más destructivo debido a su excesiva población, al no tener ningún depredador natural en Australia.